# Кусов Алан Таймуразович
Алан Таймуразович Кусов (рос. Алан Таймуразович Кусов / ос. Хъуысаты Таймуразы фырт Алан; нар. 11 серпня 1981, Орджонікідзе, РРФСР) — російський футболіст, півзахисник. Починаючи з сезону 2019/20 років — начальник команди першості ПФЛ «Спартак-Владикавказ».

## Клубна кар'єра
Вихованець владикавказьких СДЮШОР «Юність» та «Спартак». Перші тренери — Ігор Осінькін, Геннадій Любочкін та Валерій Горохов. У 1997—1998 роках виступав за другу команду «Аланії», в 1999 провів один сезон у владикавказької клубі другого дивізіону «Ірістон».
У 2000 році дебютував у вищому дивізіоні чемпіонату Росії у складі «Аланії», де грав наступні 3 роки. У 2003 році перейшов у московський ЦСКА, в якому за півроку зіграв 11 матчів, після чого повернувся в «Аланію» на правах оренди й виступав за владикавказький клуб до кінця чемпіонату 2003 і в чемпіонаті 2004. З липня по листопад 2005 року, також в оренді, грав у складі клубу першого дивізіону «Спартак» (Челябінськ).
У січні відправився в Грозний. Однак на сезон 2006 року «Терек» Кусова не заявив, і наступні два сезони, як зазначив сам футболіст, лікувався від травми, про яку розповідати не має бажання. Згодом Кусов заявив про те, що в цей період він захопився азартними іграми, програвши практично все, що до того моменту заробив. До початку сезону 2008 року гравець, контракт якого з ЦСКА закінчився наприкінці 2007 року, спочатку готувався у складі клубу першого дивізіону «Сибір» (Новосибірськ), але в підсумку опинився в іншому сибірському клубі Першого дивізіону іркутській «Зірці». У травні відрахований з команди через часті неявки на тренування.
Влітку 2009 року перейшов в «Анжі», в заявку якого внесений 20 серпня. У березні 2010 року офіційний сайт московського «Торпедо» оголосив про підписання з Аланом 1-річного контракту. У 2011 році повернувся в Північну Осетію, підписавши контракт з «Аланією-Д». 24 червня контракт розірваний за обопільною згодою сторін.

## Кар'єра в збірній
Зіграв один матч в складі збірної Росії: 13 лютого 2003 року. Румунія — Росія, 2:4 71 хвилина, 1 гольова передача, був замінений.
У 2002—2003 роках зіграв 6 матчів та відзначився 1 голом у складі молодіжної збірної Росії.

## Досягнення
- Прем'єр-ліга Росії
  -  Чемпіон (1): 2003

- Суперкубок Росії
  -  Фіналіст (1): 2003

- Першість ФНЛ
  -  Чемпіон (1): 2009

## Особисте життя
Молодший брат Алана — Артур — також професіональний футболіст.